# Качановка (Тернопольская область)
Качановка (укр. Качанівка, пол. Kaczanówka) — село в Подволочисской поселковой общине Тернопольского района Тернопольской области Украины.
До 2020 года входило в Подволочисский район.
Население по переписи 2001 года составляло 1303 человека. Почтовый индекс — 47852. Телефонный код — 3543.